# 陈莉 (网球运动员)
陈莉（1971年3月13日—），湖南湘潭人，中国女子网球运动员。她曾参加1990年、1994年和1998年亚洲运动会网球比赛，共获得1枚金牌、3枚银牌和3枚铜牌。